# Mistrzostwa Ameryki Północnej, Środkowej i Karaibów w Piłce Siatkowej Mężczyzn 1999
XVI Mistrzostwa Ameryki Północnej w piłce siatkowej mężczyzn odbyły w 1999 roku w miejscowości Monterrey (Meksyk). W mistrzostwach wystartowało 8 reprezentacji. Złoty medal po raz czwarty w historii zdobyła reprezentacja USA. W turnieju zadebiutowała reprezentacja Jamajki.

## Klasyfikacja końcowa
| Miejsce | Reprezentacja     |
| ------- | ----------------- |
|         | Stany Zjednoczone |
|         | Kuba              |
|         | Kanada            |
| 4.      | Meksyk            |
| 5.      | Portoryko         |
| 6.      | Barbados          |
| 7.      | Gwatemala         |
| 8.      | Jamajka           |